# リアル (漫画)
『リアル』（REAL）は、井上雄彦による日本の漫画作品。『週刊ヤングジャンプ』にて1999年48号より連載中。2014年11月に休載後、2019年25号より約4年半ぶりに連載再開。2001年に『第5回 文化庁メディア芸術祭マンガ部門』優秀賞を受賞
。2019年11月時点で単行本の累計発行部数は1500万部を突破している。

## 物語
障害や車いすバスケットボールをテーマにした作品であり、登場人物が自分の人生と向き合いながら前進していく物語である。
短距離走の有力選手であったが骨肉腫により右脚を切断し、車いすバスケットボールと出会い、挫折や困難に怯まずに強気に前に進もうとする主人公・戸川清春を中心に、小学校から高校までバスケットボールに打ち込んでいたが、バイク事故により高校を中退したことで生き方を見失い、戸川と車いすバスケットボールとの出会いをきっかけに新たな自分の道を見つけようとする野宮朋美と、小学生時に父親が家を出ていき、屈折した性格となり、野宮と同じ高校のバスケットボール部の部員であったが交通事故により下半身不随となり、新たな人々との出会いにより自分を変え、車いすバスケットボールに自分の新たな活路を見出そうとする高橋久信、そして高橋が尊敬するスコーピオン白鳥等を交えて物語が進行する。

## 登場人物

### 主要人物
戸川 清春（とがわ きよはる）
主人公。19歳。車いすバスケットボールチーム「東京タイガース」所属のエース。速攻が得意なスラッシャーのガードであるが、アウトサイドが苦手。背番号6で4.5点選手。熱くなりやすい熱血漢であり、正義感や意志の強いイケメン。野宮には「車いすバスケットボール界のヴィンス・カーター」として「ビンス」と呼ばれる。作中で1番最初に登場したキャラクターであり、第1話の最初の1コマ目に1人で登場。妥協を許さないシリアスな性格であり、自我が強いためにチームメイトと衝突する事が多かったが、Aキャンプ参加を機に協調性を意識し始めた（長野は戸川の自我の強さに賛同している）。10代初期に母を亡くして以来父子家庭となり、ピアニストを諦めた父からピアノを教わり、ピアノが好きではないのにも関わらずに父とピアノ中心の生活を送っていたが、中学で短距離走に出会った事を機に、ピアノ発表会にて感情が爆発し、父の反対を押し切ってピアノを辞める決断をし、陸上部に入部。陸上部では全国大会決勝まで進む短距離選手となるが、次第に膝に激痛を感じるようになった。決勝レース中に骨肉腫の症状が悪化し、ローテーション手術を適用した脛骨骨肉腫切除のために右膝関節から下部を切断し、その後は義足と車椅子で生活している。15歳までの約2年間引きこもりになったが、車いすバスケットボール・山内・勝田との出会い、父の支え、両思いである安積との再会を機に再起し、生まれ変わる決意のために左胸にスターのタトゥーを入れた。その後に障害者として自分自身を扱わずに中身で判断する野宮と出会い、自分自身とチームを変えるために精力的に行動を起こしていった。強豪ドリームスとの練習試合後にメンバーである金子・米澤・垣内・目黒が真剣になって自分の練習に参加するようになり、チームが変わったと実感している。アウトサイトが苦手であった事を野宮に指摘され、3Pシュートの猛練習を行い、現在は打倒ドリームスに燃えてタイガースのエースとして猛練習に励んでいる。
野宮 朋美（のみや ともみ）
18歳。西高時代の背番号は8。強面の風貌だが、繊細な性格であり、自分自身の生き方について悩むことが多い。また繊細な性格であるが故に他者と喧嘩になりやすい。幼少期は肥満体型で訥弁のいじめられっ子であり、仲間に入れてほしい一心でゲームソフトを貸そうとしては何度もいじめっ子達から奪われていたが、Hugoとの出会いをきっかけにバスケに魅入られ、いじめっ子達の誘いを相手にしなくなった。母子家庭で育ち、西高校入学当初は高橋に自分の身の上を屈託なく話していた。母親が頻繁に旅行に出かけており、何かとそのお土産を人に渡す癖がある。西高校ではバスケットボールに打ち込み、基礎練習を欠かさず行い、チームの優勝を目指していた。しかし、その努力を嫌うチームメイトの高橋などと対立し上手くいっていなかった。その後、偶然夜の街でナンパした山下夏美を乗せたバイクで交通事故を起こし、夏美を下半身不随にしてしまう。それを遠因に高校を退学。自分のせいで夏美の人生を狂わせた罪悪感に苛まれているが、清春と出会ったことで自分を変えようと行動し始める。加害者として夏美への責任を果たそうとしているため、免許を取得し車で夏美の入院先の病院まで時折見舞いのために遠出している。バイトも始めるが、生来の粗暴さゆえにどの仕事も解雇され、やっと自分の居場所を確立した引越し業者の仕事も数か月で会社が倒産してしまう。その間、自らをタイガースの御意見番と名乗り、タイガースの練習への参加や、試合の応援に駆け付ける等チームアドバイザー的な役割を務める。その後、プロバスケチーム「東京ライトニングス」への入団を目標に特訓を開始し、トライアウトに臨む。最終選考まで残るが、採用の連絡が無く落選してしまう。トライアウトの失敗後、ライバル視した安西義輝がますます輝いているのを見て、「悔しさを感じることがなくなった」と、バスケから遠ざかってしまった。夏美と再会し元気付けられるが、その後、挑発してきたバスケットボール少年相手に傷害事件を起こし、警察に勾留されてしまう。自らの愚かさを自省しつつ72時間後に釈放され、身元引受人になった母親に自身の愚かさを諭される。
高橋 久信（たかはし ひさのぶ）
17歳→18歳（3巻〜）。初出時は自尊心が高く、自らを「Aランク」とした上で周囲の人間をランク付けする癖がある等、人を見下す癖があったが、物語が進むに連れ徐々に性格が変化していく。何事もそつなくこなせる器用さがあり、学業成績・運動能力・容貌とも優れ、周囲から一目置かれる存在だったが、自転車を盗んだ末にトラックと衝突する交通事故に遭い、脊髄を損傷して下半身不随となる。損傷箇所は胸椎の7番。父親の影響でバスケットボールは小学校の頃から慣れ親しんでおり、父親との1on1が少年時代のなによりの思い出であった。教育方針の対立から父親が家を出てしまい、出て行った父親を見かけながらも素通りされたショックおよび、母子家庭となったコンプレックスが周囲の人間をランク付けする要因となった。元々は西高校のバスケ部キャプテンであり、野宮から「サボリの天才」とも言われるほど西高ではバスケに打ち込んでいなかった。努力する野宮を快く思わず、野宮を慕う後輩の関や柾などを「野宮派」と呼び敵対していた。ただ、西高校入学当初はある程度真面目にバスケの練習をしており、同じ母子家庭で育った野宮ともある程度打ち解けてまともな関わりを持っていたが、自分の父親が当時蒸発していたことまでは野宮に明かせなかった。自身を中心とした「高橋派」という派閥をバスケ部内で組んでいたがその実「高橋派」のメンバーからは内心嫌われており、事実「高橋派」のメンバーは事故が起こってから中々見舞いに訪れなかった。事故後は両親、彼女のふみか、同じ施設の花咲・白鳥などと共に苦しみながら、徐々に現実に向き合い自身を変えていく。のちに車イスバスケチーム「調布ドリームス」所属の永井と出会い、同チームに入部。自在に車イスを操るためのスピードと持久力が付くまでボールに触れない意思を固め、「タイガースも試合も自分には無関係で、ただ自身の課題をこなす」と徹底している。そのため原フジ子の元で、花咲と白鳥に支えられながら車イスを乗りこなすための過酷なトレーニングを行っている。永井に代わるドリームスのローポインターになるようにマネージャーの松尾に頼まれる。

### 戸川清春の関係者
安積 久美（あづみ くみ）
19歳。戸川の幼馴染で穏やかな性格であり、タイガースのマネージャー。弟がいる。戸川を「清ちゃん」と呼んでおり、戸川とは子供の頃から長い付き合いで、恋心を持った両思いであり、良き理解者でもある。病気により右脚も陸上も失い、引きこもった当時の戸川を見捨てずに戸川の自宅へ通い続けた。戸川を快くサポートし続けており、大きく成長してゆく戸川に合わせるかのように、自らも成長を求めイギリスで海外留学を始めた。そのためにまとめ役を失ったタイガースはしばらく混乱することになるが、後継マネージャーである後輩の本城ふみかを信頼し、タイガースの後を託す。翌年のAキャンプへの再参加を希望しており帰国予定。
山内 仁史（やまうち ひとし）
19歳→20歳（14巻〜）。愛称は「ヤマ」。創部時代からタイガースに所属していた選手で旧背番号12。5歳の頃から徐々に身体が動かなくなるという、現代医学では治療できない筋ジストロフィーに罹っており、近い将来の死期を自覚している。穏やかだが芯の強い青年。戸川が右脚を失い、悩み苦しんでいた時期に虎とともに出会った戸川の大親友でありヒーロー。虎の抜けた後のタイガースを中心的存在として支えていた。人工呼吸器を装着するなど病は次第に進行し、寝たきり状態となる。見舞いに来た戸川と安積に赤裸々な欲求不満や諦念を洩らすなど、徐々に強かった心が脆くなり、「生きる希望があるやつは良い。僕はただ死を待つだけなんだ。何も出来ずに死んでいくんだ」と話し、戸川と距離を置き始める。しかし近年、病の進行を食い止める治療が充実化していることを知り、生きる希望を見出し始めた。その後、かつて自身の寿命と見られていた20歳になり戸川と再会、タイガースの練習を見学し、タイガースの選手達に応援の言葉を贈った。
勝田 虎（かつた とら）
タイガースの設立者兼初代キャプテンで、全日本代表に選ばれる程の実力者。戸川を車イスバスケの世界へ引き込んだ人物。戸川同様の手術法により右足を切断している。タトゥースタジオを経営しており、背中に巨大な虎の刺青を入れている。いつも自宅には派手な美女の弟子が数人おり、自らを障害者と認めているが「障害は理由にならない」と自らの手で人生を切り開き、あらゆる事に挑戦してきた。ヤマとともに戸川を車イスバスケの世界へ引き込んだ後、カリスマ彫り師として本場アメリカで呼び寄せられて、日本の仕事は弟子に任せ、渡米した。
コウ
「Aキャンプ」に参加した香川出身の眼鏡をかけた青年。Aキャンプで戸川と同チームになり、香川出身であることからチーム名に「さぬきうどん」を提案する。最初は他のチームメイト同様、キャプテンに選ばれた自我の強い戸川とは衝突していたが、戸川の変化により他メンバーとともに自らも変わろうとし、戸川を信頼するようになる。自らが所属する香川のチームでは自身の存在が軽んじられており、自身を変えるためAキャンプで初めて目が合った人に話しかけると決めており、タイガースのリョウに話しかけ励まし、リョウからも感謝の言葉を受け取った。
ジャック・ランドール
かつて、アメリカのチームをパラリンピック優勝に導びき、日本国内で車イスバスケを広めるキャンプ「Aキャンプ」を開催したコーチ。何事も冷静に受け止め、世界一のコーチともいわれる。
壁にぶち当たったため、Aキャンプに参加した戸川の「変わりたい。求めるものがここにある」という内面に興味を持つ。Aキャンプ終了後、戸川をアメリカの大学へと誘う。
ラリー
ジャックコーチとともに来日した、補助コーチ兼車イスバスケプレイヤー。アニメに興味を持っており、秋葉原を観光することも来日の目的だった。アメリカに渡った虎にタトゥーを入れてもらっており、秋葉原を案内した戸川に虎から託されたメッセージを伝えた。

### 野宮朋美の関係者
山下 夏美（やました なつみ）
17歳。野宮と同乗したバイクで事故に遭い下半身不随となり、長野県のリハビリセンターでリハビリを行っている。初出時は無口だったが、野宮がリハビリセンターに見舞った際に、強い口調で心境を吐露する。その後は野宮との壁も無くなり良き友人関係となり、挫けそうになった野宮にアドバイスを与えている。幼少時から漫画を描くことが好きであり、現在は漫画家を目指している。
関（せき）
野宮を慕う西高バスケ部の後輩。努力を怠る高橋とは対立し、毎日練習後に野宮と共に残り、シュートの猛練習をするなどの努力家。野宮の退学後は仕方なく高橋に歩調を合わせていたが、本心は高橋を嫌っている。敗戦の責任を負わされ高橋に強制的に丸坊主にされたことがあったが、野宮と共に入院中の高橋の見舞いに出向き、投票により副キャプテンの古田が新キャプテンになったことを伝える。三年生の卒業式にて自分や柾を苦しめていた三年生の卒業に喜んでいる様子であった。
柾（まさき）
野宮を慕う西高バスケ部の後輩。長身であり、練習後に野宮・関と居残り練習をしていた。無骨だが、野宮たち同様バスケットボールに打ち込んでいる。高橋らによる嫌がらせを受けたことで暴力を振るい、短期間の謹慎処分を受けてしまう。そのことを知り家を訪ねてきた野宮の激励に涙する。その後、関と共に三年生の卒業式に野宮を発見する。
山路（やまじ）
西高バスケ部の先輩。かつて外のシュートを覚える様アドバイスをしたことから野宮に慕われている。現在は大学生で、大学のバスケ部の練習に野宮を参加させている。大学に入ってから茶髪にしたが周囲からは不評のようである。
今井（いまい）
倒産した引っ越し業者で働いていた仲間。夢見る人気バンドのバンドマンで、現在を軽視していたが、野宮と出会ったことで自分の現時点を見直し、ドームでのツアーを目指すようになる。
太田（おおた）
倒産した引っ越し業者で働いていた仲間。格闘家だったが自分には不向きと思うようになり、人がしてほしいこと、人のために役に立てることをしたいと希望し、現在は整体師を目指している。猛勉強をしたため視力が悪くなり眼鏡をかけるようになる。介護ヘルパーとして山内の住むアパートに出入りしている。
木下（きのした）
倒産した引っ越し業者で働いていた仲間。大きな声をあまり出さず貯金が目的で貯金が貯まったら辞める素振りを見せていたが、野宮と出会ったことで仕事熱心になる。
秀島 聡一郎（ひでしま そういちろう）
プロバスケットボールチーム「東京ライトニングス」のトライアウトを受けた大学生。野宮と同チームになり、野宮から「ヒデシ」と呼ばれる。トライアウトのエントリーの受付終了時刻に遅れそうになるが、野宮が時間を引き延ばしたおかげで参加を認められ、そのお礼として財布を無くした野宮に参加費を貸す。トライアウトに合格するも、二週間で解雇されてしまう。
成瀬（なるせ）
プロバスケットボールチーム「東京ライトニングス」のトライアウトを受けた元プロ選手で「浦和ブルーインズ」に所属していたが、5年前に足の怪我で引退する。他選手は皆敵と発言している。全盛期は過ぎたものの、現在でも卓越した能力を持っている。
Hugo（ヒューゴ）
野宮が小学生時代に出会った外国の少年。いじめられていた野宮をバスケと出会わせ、言葉が通じずもバスケを通じて友人となる。その後、家族とともに日本を去ってしまう。
野宮の母
野宮が3歳の頃に夫と別れて、以降野宮を女手一つで育てた。旅行が趣味。それまで野宮の幼少期の回想や電話シーンなどで存在が示されていたが、野宮が暴力事件で逮捕・勾留された際に正式に初登場し、旅行を切り上げて1人息子である野宮の身元を引き受けた。

### 高橋久信の関係者
花咲 満（はなさき みつる）
脊髄損傷による高橋と同じリハビリ施設の入所者。年齢は20代後半であり、プロレスとスコーピオン白鳥のファン。信号待ちをしている間に飲酒運転の車に轢かれて半身不随となり、独特の諦念でそれを受け入れている。花咲との出会いを機に高橋は変化していく事になり、高橋とは徐々に打ち解け、白鳥と共に3人で三銃士を名乗って親友となった。幼少時から他人に好かれずに日の当たらない辛い人生を送ってきたが、白鳥の活躍に勇気を貰い、白鳥のプロレス活動が辛い時に偽名による手紙を送り続けた事が白鳥の支えになっていた。現在は車いすバスケを始めた高橋を白鳥と共に支えている。
スコーピオン白鳥（すこーぴおんしらとり）
本名は白鳥 加州雄（しらとり かずお）。年齢は40歳前後。高橋と同室になったリハビリ施設の入所者で、プロレスラーであり「日本一の悪役」と称される。バイクに乗っていた際にカーブを曲がり切れずに事故に遭い、脊髄損傷を負った。「プロレスラーは普通の人間とは違う」という信念に基づき、事実上無理な「歩く」という目標に期日期限を定め、リハビリに励んでいる。元々は自身・妻・娘の3人で生活をしており、後述の松坂と共にタッグである「ライジング・サンズ」を組んでいたが、当時の社長の経営戦略によってヒールに転向し、人々から嫌われ始めて酒に溺れる生活になったため、妻が娘を連れて出て行ってしまった。その頃に花咲が偽名で白鳥に激励の手紙を送り続けており、白鳥は後に花咲に謝辞を送り、高橋・花咲と共に3人で三銃士を名乗って親友となった。
脊髄損傷後約1年で復帰戦のリングに立ち、ロープに掴まりながらやせ細った足でやっと立てる状態だったが、極悪ウォリアーとしてタッグを組む後輩のアイアン野毛の協力で対戦相手の松坂を翻弄する。復帰戦を観戦した高橋に強烈な「強さとは？」を感じさせ、高橋が車いすバスケを始める機となり、現在は車いすバスケを始めた高橋を花咲と共に支えている。
高橋 久行（たかはし ひさゆき）
久信の父。幼かった久信にバスケットボールを教える。家族と同居時はエリートサラリーマンだったが、8年前に妻の千鶴子と別居し、現在は埼玉県秩父で暮らしている。秩父では陶芸家として生計を立てており、久信も感心するほど手先が器用。リハビリセンターのカウンセラーの勧めにより、一時期久信と共同生活をしていた。初出時、上はシャツで下はジャージ、サンダル履きで、陶芸の泥が顔に付いたままの世捨て人のような風貌で、事故で入院中に会った久信がショックを受けたことから徐々に改善し、久信を見守っている。
高橋 千鶴子（たかはし ちづこ）
久信の母。8年前に夫と別居してからは、一人で久信を育ててきた。出来の良い息子を誇りに思っているが、久信の事故後に休学した高校への復学を強く望んだために、それを嫌がる久信に暴言を吐かれ、久信の堕落によるショックで酒に溺れるようになる。のちに看病の過労と肝臓の悪化で倒れて入院してしまう。退院を機に髪を脱色するなどイメージチェンジを図り、堕落したと思っていた久信がリハビリに必死に取り組む姿を見て、本来の久信を見ていない間違った愛情に気づく。
本城 ふみか（ほんじょう ふみか）
高橋の彼女で美容師の娘であり、東京タイガースの後継マネージャー。ギャルであるが、情が深い。高橋が盗んだ自転車に相乗りしていたが、持ち主に追われた高橋が自転車を急加速。自転車からふみかが振り落ちたため、トラックの衝突からは免れた。高橋の事故後に高橋の関係者が去っていったのに対し、ただ一人高橋を見捨てずに支え続けている。先天性の病気を持つ「アンジェリーナ」という脚を切断したチワワを飼っている。先輩である安積とタイガースのマネージャーをしていたが、海外に渡航した安積よりタイガースを託された。美容師としての腕は立ち、高橋の髪をカットしている。
小林 カオル（こばやし かおる）
高橋が入院した病院の担当看護師。容姿は優れないが、情熱的に高橋を励まし、時に自暴自棄になった高橋を叱責している。双子の姉（シゲル）がリハビリ施設で看護師を勤めている。高橋自身は非常に苦手に思っており、2人が揃うと萎縮する。
石崎（いしざき）
リハビリ施設の理学療法士。厳しいが熱意と優しさがあり、愛情を持った指導により、気持ちの入らなかった高橋が次第にリハビリに目覚めてゆく。当初リハビリに対する意欲が皆無であった高橋を施設から退所させることも考えていたが、高橋が初めて床トラに成功した際には歓喜する。
原 フジ子（はら ふじこ）
リハビリ施設の健康運動指導士。刈り込まれた短髪のため中年男の風貌だが実態は女性。常に竹刀を持ち鬼軍曹のような指導方針で高橋・花咲・白鳥を鍛え上げる。高橋に競技用の車イスを渡し、車イスバスケを始めさせるきっかけを作る。ドリームス入部後の高橋の特別練習の面倒も見る。ジャムパンなどが好物。
古田（ふるた）
高橋の取り巻きであった西高バスケ部の同学年で、当初は副キャプテンであった。高橋の事故後、部内投票により新キャプテンとなる。内心では高橋を嫌っており、高橋の見舞いに行った際に事故後すぐに見舞いに来てくれなかったことに腹を立てて悪態をついた高橋に絶交を伝えた。卒業式の際には式典に乱入してプロバスケットボール選手を目指すことを宣言した野宮を応援していた。

### 東京タイガース
山内によると、勝田のいた頃は暴れん坊の集まりであったとのこと。ドリームスには過去2戦とも大差で負けているが、戸川・長野の参加により僅差にまで持ち込む程の実力を付けた。一方、田村派が脱退して以降はスクリメージすらままならない、ドリームス監督の安田曰く「明らかに劣悪」な練習環境にある。
各プレイヤーの「点数」については車いすバスケットボール#規則などの項を参照。
金子 謙一（かねこ けんいち） 背番号11 → 5
キャプテン。3.5点プレイヤー。愛称は「カネゴン」。メンバーの投票によってキャプテンになった。戸川と衝突する事があるが、戸川がドリームスの藤倉に悪質なファウルを受けた時に真っ先に飛んで行って抗議したり、キャプテン投票時に戸川とお互いに投票し合うなど、戸川とはお互いを信頼し合っている。プロレス好き。26歳。
米澤 一良（よねざわ かずよし） 背番号9 → 4
1点プレイヤー。温厚な性格で普段は大人しいが、バスケに対する熱意は熱い。あまり体力が無く、都大会でのドリームスとの戦いでは後半力尽き、代えのいなかったタイガースは惜敗した。メンバーからは「ヨネ」もしくは「ヨネさん」と呼ばれている。
長野 満（ながの みつる） 背番号7
3点プレイヤー。車イスバスケの日本代表候補の一人。初めて戸川に敗北感を味わわせた圧倒的な実力の持ち主。筋骨隆々の上半身をしている。戸川を高く買っており、チームの勝利に協力するため、タイガースに入る。タイガースに入ってからは、自らがチームの背骨となり、戸川を暴れさせている。オーストラリアのニューサウスウェールズ大学に留学していた経験を持ち、「MATE（マイト）」という言葉を語尾につけるのが口癖。
性格は常に冷静沈着。プレイヤーは「エゴイストであるべきである」との信念を持ち、強豪オーストラリアチームでレギュラーを勝ち取った。エゴイストではないと長野自身が評するドリームスの藤倉が、自身をさしおいて日本代表に選出され続けている現状に反骨心を抱く。身長190cm、体重110kg。野宮のことを「トム」と呼ぶ。
スラムダンクで翔陽の選手として登場している異字同名、永野満のパラレルワールドである。
垣内 大二朗（かきうち だいじろう） 背番号7→8
2点プレイヤー。四角い顔が特徴。常にマイペース。
目黒 知憲（めぐろ とものり） 背番号9
2点プレイヤー。点数上の関係から主にベンチであったが、リョウの加入により試合に参加するようになる。ギャル好き。20歳。
水島 亮（みずしま りょう） 背番号16
金子の通う病院の医師によって紹介され、チームの控えとして金子から招待される。高校生の元暴走族であり、バイク事故で車イス生活を送るようになってから暴走族仲間が離れていき、この事が心の傷となる。最初はチームに入るつもりはなく応援に身が入らなかったが、強豪ドリームス相手に接戦を繰り広げたタイガースの仲間意識に触れ、更生し、チームに入る決意をする。戸川を「キヨさん」、野宮を「朋ちゃん」と呼んでいる。東京都北区出身。16歳。
原（はら）
長野によって招聘されたコーチ。かつて調布ドリームスに所属していたが、現役はすでに引退している。41歳。リョウを一流選手に育てるべく徹底的にしごき始める。褥瘡を持病に持つ。
田村（たむら） 元背番号4
1点プレイヤー。元々はキャプテンであったが、車イスバスケに打ち込む戸川や米澤などのスポ根が気に入らず、他のメンバーを引き連れてチームを抜け、別チーム・赤坂アプロウズを作る。車イスバスケに対するスタンスが戸川らとは違い、熱意を傾けすぎるのを好んでいない。「所詮障害者スポーツ」というひねくれた自覚がある他、「俺たちには仕事がある」という現実的な意識も持っており、その言動に激怒した戸川に殴られる。

### 調布ドリームス
強豪チーム。タイガースは2度挑んでいるが、2度とも大差で負けている。その後、都大会にて実力を付けたタイガース相手に苦戦するものの、大会には優勝した。
永井（ながい） 背番号5
ローポインターのガード。38歳。1点プレイヤー。日本代表候補の一人。坊主頭の寡黙な男で、ドリームスの精神的支柱になっている。チームの練習見学に来ていた高橋に声をかけ、高橋がドリームスに入部するきっかけを作る。高橋が入所しているリハビリ施設の出身者で、健康運動指導士原フジ子の教え子でもある。
青木（あおき） 背番号13
フォワード。監督の指示によってエースキラーとして戸川をフェイスディフェンスする。前半は戸川を完全にチームから引き離すものの、後半で米澤とマッチアップし、それを見て弱点を克服した戸川に看破される。新入部員の高橋を煽ることから東京一性格が悪いとチームメイトから言われているが、日本代表入りを目指す練習熱心な熱い努力家。
藤倉（ふじくら） 背番号7
センター。35歳。国内トップクラスのセンターで日本代表候補の一人。
安田（やすだ）
ドリームスの監督。戸川を高く評価していると同時に、何とかしてドリームズに入団させることでまともな練習場所を提供したいと願っている。タイガースとの試合でドリームスが勝利した場合、戸川が入部するという賭けを戸川とし、結果ドリームスが勝利するが、タイガースは試合中米澤の抜けた四人の状態でプレーしていたため、戸川のドリームス入りは無効にするという大人の対応を取る。
松尾（まつお）
ドリームスのマネージャー。高橋に興味を持ち、練習に5分早く来るようになる。

### 東京ライトニングス
野宮が入団を希望していたプロチーム。選手層が薄くスタープレイヤー・安西のワンマンチーム。
安西 義輝（あんざい よしき）
ポイントガード。同じポイントガードのポジションを狙う野宮からは強烈にライバル視されている。新人ながらオフェンス能力に優れ、スピードもシュート力もあるスタープレイヤーとしてチームを牽引し、メンバーや経営者から大いなる期待を寄せられている。イケメンのため女性ファンも多い。しかし基本的に他者を信用せず、常に距離を置いているため、個人プレーに走りがちでありヘッドコーチからは疎まれている。トライアウトに臨んできた野宮に対し敵愾心を剥き出しにした。23歳。
『SLAM DUNK』の登場人物である安西光義と同姓かつ下の名前が1文字共通するが、関係性は不明。
田中 純市（たなか じゅんいち）
ヘッドコーチ。安西の能力は認めながらも個人プレーに走る安西のことを気に留めている。ポイントガードについて、他のメンバーの良さを引き出す役目があるとの持論を持っている。しかし、トライアウトで合格させたメンバーは一人も残れないなど見通しの甘さを露呈した。

### MWP及び白鳥の関係者
モモ
白鳥の一人娘。過去に白鳥がヒールに転向し酒に溺れる生活になってしまい、妻が連れて出て行ってしまったため生き別れてしまう。白鳥の復帰戦当日が20歳の誕生日であった。
松坂マンバ（まつざかまんば）
本名：松坂大樹。白鳥とは同期入門生であり、入門直後から白鳥と苦労を共にしていた。白鳥とタッグを組み、プロレス界の未来を担う二人として注目されたが、のちに白鳥とは袂を分かち、ベビーフェイスとして活躍する。現在はプロレス団体MWPの社長であり、脊髄損傷の白鳥を気にかけながらも、白鳥の復帰戦では壮絶な闘いを白鳥と行った。頭突きで白鳥を失神TKO寸前まで追い込むが、まだ意識の残る白鳥を気合で立たせて、脊髄損傷に打ち勝とうとする白鳥を称えた。
アイアン野毛（あいあんのげ）
白鳥の弟子であり、松坂戦にて白鳥とタッグを組む。
小森 鉄也（こもり てつや）
白鳥の師であり、通称「小鉄」。白鳥には「鬼軍曹」と呼ばれている。

## 補足
ローテーション手術（回転形成術）
何らかの原因で膝関節を切除した場合、足首から先を180度反転させて膝関節の代替として移植する手術法。
脛骨骨肉腫において、回転形成術は切離断術と較べて、局地根治性において同様の効果が得られ、膝下切断とほぼ同様の機能が得られること。幻肢痛がなく足底で荷重でき、無痛性の点ではるかに優れているなど、外観を除いて有利な点が多い。
キャプテン投票
東京タイガースは、元キャプテン田村たちが抜けた後キャプテンが決まっていなかったため、幕張マリーンズとの練習試合の前、メンバーで投票を行った。内訳は金子が3票、長野が2票、戸川が1票という結果だった。金子には戸川と長野、そして金子自身が1票ずつ、長野には垣内と目黒が1票ずつ、戸川には米澤が1票という結果だった。
MWP
スコーピオン白鳥が所属するプロレス団体。交通事故で白鳥が戦線離脱したため、経営的に苦しくなっている。

## 書誌情報
- 井上雄彦 『リアル』 集英社〈ヤングジャンプ・コミックス〉、既刊16巻（2024年8月19日現在）
  1. 2001年3月24日第1刷発行（2001年3月19日発売[5]）、ISBN 4-08-876143-X
  2. 2002年9月24日第1刷発行（2002年9月19日発売[6]）、ISBN 4-08-876340-8
  3. 2003年10月22日第1刷発行（2003年10月17日発売[7]）、ISBN 4-08-876511-7
  4. 2004年11月24日第1刷発行（2004年11月19日発売[8]）、ISBN 4-08-876695-4
  5. 2005年11月23日第1刷発行（2005年11月18日発売[9]）、ISBN 4-08-876882-5
  6. 2006年11月22日第1刷発行（2006年11月17日発売[10]）、ISBN 4-08-877173-7
  7. 2007年12月9日第1刷発行（2007年11月29日発売[11]）、ISBN 978-4-08-877352-0
  8. 2008年10月31日第1刷発行（2008年10月29日発売[12]）、ISBN 978-4-08-877539-5
  9. 2009年11月30日第1刷発行（2009年11月26日発売[13]）、ISBN 978-4-08-877762-7
  10. 2010年11月30日第1刷発行（2010年11月26日発売[14]）、ISBN 978-4-08-879060-2
  11. 2011年11月16日第1刷発行（2011年11月11日発売[15]）、ISBN 978-4-08-879232-3
  12. 2012年11月27日第1刷発行（2012年11月22日発売[16]）、ISBN 978-4-08-879456-3
  13. 2013年11月27日第1刷発行（2013年11月22日発売[17]）、ISBN 978-4-08-879716-8
  14. 2014年12月24日第1刷発行（2014年12月19日発売[18]）、ISBN 978-4-08-890077-3
  15. 2020年11月24日第1刷発行（2020年11月19日発売[19]）、ISBN 978-4-08-891618-7
  16. 2024年8月24日第1刷発行（2024年8月19日発売[20]）、ISBN 978-4-08-893409-9